# Adnan Al-Talyani
Adnan Al-Talyani (n. Sharjah, 30 de octubre de 1964) es un exfutbolista emiratí que jugaba en la demarcación de delantero.

## Biografía
Hizo su debut como futbolista en 1980 con el Al-Shaab CSC a los 16 años de edad. Jugó durante toda su carrera deportiva en el mismo club. Ganó la Copa Presidente de Emiratos Árabes Unidos y la Supercopa de los Emiratos Árabes Unidos. Tras jugar 232 partidos y haber marcado 129 goles se retiró en 1999. Aunque recibió durante toda su carrera ofertas de otros clubes, restricciones estrictas le prohibieron ser transferido. Tras su retiro fue nombrado como el mejor futbolista emiratí del siglo.

## Selección nacional
Desde que fue convocado por la selección de fútbol de los Emiratos Árabes Unidos por primera vez en 1983, hasta que jugó su último partido como internacional en 1997, ha jugado un total de 162 partidos, formando parte del club de los cien de la FIFA. Jugó la Copa Mundial de Fútbol de 1990, quedando eliminado en la primera fase al quedar último en su grupo. Además ha marcado un total de 53 goles para la selección. También jugó la Copa Asiática 1984 y la Copa Asiática 1996, quedando subcampeón en esta última. Un año más tarde jugó la Copa FIFA Confederaciones 1997.

## Clubes
| Club         | País                   | Año       | Partidos | Goles |
| ------------ | ---------------------- | --------- | -------- | ----- |
| Al-Shaab CSC | Emiratos Árabes Unidos | 1980-1999 | 232      | 129   |

## Palmarés

### Campeonatos nacionales
| Título                                    | Club         | País                   | Año  |
| ----------------------------------------- | ------------ | ---------------------- | ---- |
| Copa Presidente de Emiratos Árabes Unidos | Al-Shaab CSC | Emiratos Árabes Unidos | 1993 |
| Supercopa de los Emiratos Árabes Unidos   | Al-Shaab CSC | Emiratos Árabes Unidos | 1994 |